# Maíra Vieira
Maira Vieira (nació en Belo Horizonte, Minas Gerais, Brasil el 13 de octubre de 1988) es una modelo brasileña y ganadora de la segunda temporada del reality show Brazil's Next Top Model.

## Biografía
Hija de una antigua modelo, Maira fue convocada por una agencia por primera vez a los 12 años de edad, pero sus padres no aceptaron porque creían que era muy joven para el mundo de la moda. Durante la adolescencia, fue discriminada por ser alta y la inclinación, pero fue disputada por las agencias de modelos de Minas Gerais.
Después de terminar la escuela secundaria y de asistir un año a un curso de Derecho, Maira aceptó la invitación de una pequeña agencia de la minería y se enamoró de la profesión. Durante una conversación con amigos, Maira se enteró de la entrada a la selección en el canal Sony de Brazil's Next Top Model. 

## En BrNTM
Después de haber realizado íntegramente formularios por la fecha límite de inscripción y la extensión de Internet, Maira fue seleccionada para participar en el casting que, durante la primera semana, fue elogiada por su pasarela y fue la primera seleccionada para el Top 13. 
Durante gran parte de la competencia, Maira tuvo un rendimiento promedio, especialmente por su dificultad de expresión facial y la falta de una exageración, aunque siempre fue citada como la chica con uno de los más altos potenciales de moda. 

## Después de BrNTM
Con su especial encanto y elegancia, Maíra Vieira logró el título de ganadora de la segunda temporada de Brazil’s Next Top Model. Luego de grabar una promoción para el canal Sony, una sesión de fotos para la revista Vogue , y una entrevista en la agencia Ford Models , el jurado, conformado por la top Fernanda Motta , la periodista Érika Palomino, el maquillador Duda Molinos, el estilista Dudu Bertholini y el director de escena Pazetto, decidieron que Maíra es la nueva promesa del modelaje brasilero.
Además del título de la nueva Brazil ’s Next Top Model, Maíra ganó un contrato por 4 años de duración con la agencia Ford Models y un auto 0 km . Maíra Vieira tiene 20 años y es nativa de la ciudad de Belo Horizonte. Esta fue la primera vez que incursionó en el mundo del modelaje.
Sólo seis meses después de su victoria, hizo trabajos para las principales marcas de famosos diseñadores. Té Rosa, Carlos Mielle y Jo De Mer se encuentran entre las marcas para las que la modelo dio su tope de espectáculo. 
También en 2009, Maira desfilo por primera vez en el São Paulo Fashion Week con la moda de Neón (marca de la dupla Dudu Bertholini y Rita Comparato), Lino Villaventura, Christine Yufon y Samuel Cirnansck.

## ANTM
En diciembre de 2008, Maira desfilo para la marca Rosa Chá, como parte del desfile final de la duodécima temporada del reality show America's Next Top Model, de Tyra Banks. El último episodio, donde hizo aparición, titulado "America's Next Top Model es. .." estuvo al aire el 13 de mayo de 2009 por el canal El CW. La presentadora y modelo de Brazil's Next Top Model Fernanda Motta también desfilo. 